# Preußische T 36
Die Fahrzeuge der Preußischen T 36 waren Dampflokomotiven der Oberschlesischen Schmalspurbahnen.

## Geschichte
Die Oberschlesischen Schmalspurbahn beschafften zwischen 1897 und 1901 vier Lokomotiven bei der Maschinenfabrik Christian Hagans in Erfurt. Nach der Übernahme der Strecken durch die Preußischen Staatsbahnen 1904 wurden diese Lokomotiven ab 1911 als T 36 eingereiht.
Die Abtretung Oberschlesiens an Polen führte zu neuen Einsatzgebieten. Eine Lokomotive, die Kattowitz 8, ab 1911 Kattowitz 104, kam über die Rosenberger Kreisbahn mit 750 mm Spurweite (ab 1922 als Nr. 5) und ab Mite der 1930er-Jahre Zuckerfabrik Stavenhagen 1945 zu der Demminer Kreisbahn-West (Nr. 265). Sie wurde 1922 von 785 Millimeter auf 750 Millimeter Spurweite umgebaut. Bei der Umspurung wurde der Schwinghebelantrieb entfernt und die beiden hinteren Kuppelachsen wurden durch normale Laufachsen ersetzt. 1949 erhielt sie die DR-Nummer 99 4621. Später kam sie dann nach Rügen, wo sie bis 1965 verblieb. Dort wurde diese Lokomotive 1966 verschrottet. Zwei weitere Lokomotiven kamen zur Rhein-Sieg-Eisenbahn (sie hatte die gleiche Spurweite wie in Oberschlesien). Es handelte sich um Kattowitz 102 und Kattowitz 103. Sie wurden ebenfalls auf Achsfolge C2’ umgebaut (die hintere Antriebseinheit wurde zu Laufachsen), aber sie verschwanden schon 1926 aus dem Betriebsdienst, da sie auf den steigungsreichen Strecken im Rheinland Probleme hatten und stärkere Lokomotiven zur Verfügung standen.

## Technische Merkmale
Diese Fahrzeuge hatten eine besondere Konstruktionseigenschaft, denn sie waren mit einem drehbaren Treibachsgestell ausgestattet. Deshalb wurden sie auch als Schwinghebelmaschinen bezeichnet. Die ersten drei Kuppelachsen waren fest in einen Innenrahmen gelagert. Unter dem Führerhaus befand sich ein Bisselgestell mit zwei weiteren Treibachsen. Über einen Schwinghebel wurden sie angetrieben.
Die Lokomotiven hatten Heusingersteuerung. Die Vorräte waren neben dem Kessel untergebracht, ein Kohlenkasten befand sich auch hinter dem Führerhaus.
Nach einer Kesselerneuerung in den 1950er Jahren hatte die Lok 99 4621 einen Dampfdom mit kegelstumpfförmigen Abschluss. Auch das Führerhaus wurde erneuert und mit Glasfenstern und Dachlüfter versehen.